# Casa Ugalde
La Casa Ugalde és un habitatge unifamiliar de Caldes d'Estrac, declarat com a Bé Cultural d'Interès Nacional. Es tracta d'un edifici projectat l'any 1951 per l'arquitecte Josep Antoni Coderch i de Sentmenat en col·laboració amb Manuel Valls i Verges. Va ser construït entre els anys 1951 i 1952 per encàrrec del senyor Eustaquio Ugalde.
És un habitatge unifamiliar aïllat de dues plantes, situat al carrer Torrenova, 16. Està edificat en un emplaçament amb vistes al mar i on destaca la voluntat d'emmarcament visual del paisatge des de les diferents estances de la casa, conjuntament amb el respecte per les visuals, per la conservació de la vegetació existent i per la integració en el territori. Tot això s'aconsegueix mitjançant tècniques constructives com, per exemple, els murs de pedra, els forjats de formigó armat, els paviments de ceràmica i l'arrebossat de calç.
Juntament amb la Casa Rozes de Roses, pot considerar-se una de les obres més rellevants de la producció arquitectònica de Coderch i de l'arquitectura d'aquest període a Catalunya. Destaquen les solucions formals, estructurals i ambientals que s'hi apliquen, i l'ús innovador de les tècniques constructives tradicionals. L'obra representa un mestratge, influència i avanç en la concepció dels projectes i de la construcció d'habitatges unifamiliars aïllats. La interrelació i el respecte envers el territori on s'implanta suposa la revalorització del mateix paisatge, i fan que l'edifici sigui considerat un exemple paradigmàtic d'integració al medi ambient.